# 23834 Mukhopadhyay
23834 Mukhopadhyay este un asteroid din centura principală de asteroizi.

## Descriere
23834 Mukhopadhyay este un asteroid din centura principală de asteroizi. A fost descoperit pe 28 august 1998 la Socorro, New Mexico, în cadrul proiectului LINEAR. Asteroidul prezintă o orbită caracterizată de o semiaxă mare de 2,37 ua, o excentricitate de 0,20 și o înclinație de 3,0° în raport cu ecliptica.